# Groeve de Kleine Dolekamer
De Groeve de Kleine Dolekamer is een Limburgse mergelgroeve in de Nederlandse gemeente Eijsden-Margraten. De ondergrondse groeve ligt ten oosten van Gronsveld nabij de Eckelraderweg in het Savelsbos. De groeve ligt aan de westelijke rand van het Plateau van Margraten in de overgang naar het Maasdal. Ter plaatse duikt het plateau een aantal meter steil naar beneden.
Op een dertigtal meter naar het zuidoosten ligt de Groeve de Grote Dolekamer. Op ongeveer 200 meter naar het oosten ligt aan de andere kant van de weg de Trichterberggroeve en op ongeveer 350 meter naar het noordoosten de Groeve op de Trichterberg I. Op ongeveer 800 meter naar het noorden liggen de groeves Riesenberggroeve, Groeve boven op de Riesenberg en de Varkensgatgroeve en op ongeveer 300 meter naar het zuiden liggen de Savelsberggroeve en Grindgroeve Savelsbos.
De naam van de groeve komt van het Limburgse woord voor kauw, de Däölke, die graag zou nestelen in de holtes in kalksteen.

## Geschiedenis
Het gebied van de Kleine en Grote Dolekamer werd reeds voor 1500 ondergronds ontgonnen door blokbrekers voor de winning van kalksteenblokken. In latere tijden werd het voorste gedeelte van de ondergrondse groeve door dagbouw afgegraven. Nog weer later werd er in het door dagbouw afgegraven deel een openluchttheater ingericht.
Sinds 1953 is het Savelsbos inclusief het gebied van deze groeve in beheer van Staatsbosbeheer.

## Groeve
De Kleine Dolekamer heeft een afmeting van 30 meter bij 40 meter. De groeve is zeer bouwvallig.